# Hugo Ruff
Hugo Ruff (* 25. März 1843 in Cottbus; † 8. November 1924 ebenda) war ein deutscher Heimatforscher.

## Leben und Wirken
Hugo Ruff wurde als Sohn des Kaufmanns Joachim Hermann Ruff und dessen Ehefrau Clementine Ottilie geb. Mund geboren. Sein Bruder Clemens (* 7. Februar 1845 in Cottbus; † 22. August 1915) war Sprachwissenschaftler und befasste sich mit westslawischen Dialekten. Hugo Ruff besuchte das Cottbuser Friedrich-Wilhelm-Gymnasium und arbeitete dann bei seinem Vater. Er wurde Besitzer und Direktor einer Leinenfabrik und später Teilhaber der Drahtziegelgewebefabrik Stauss & Ruff in Cottbus und Peitz. Er wirkte lange Jahre als Stadtrat und Magistratsmitglied in seiner Heimatstadt.
Als Heimatgeschichtsforscher war Ruff 1904 Mitbegründer des Vereins für Heimatkunde, dessen Vorstandsmitglied und Bibliothekar er wurde. Auch am Aufbau des Cottbuser Heimatmuseums war er maßgeblich beteiligt. Weil er sich für die Erhaltung eines Geweihs des Riesenhirsches aus dem Torflager von Klinge einsetzte, benannte Alfred Nehring eine Varietät als Cervus megaceros var Ruffii. Heute wird sie der Art Megalocerus giganteus zugerechnet. 1903 leitete Ruff bei Klinge die Bergung eines Mammutskeletts, das sich heute im Berliner Museum für Naturkunde befindet. Er war seit 1885 Mitglied, seit 1889 Vorstandsmitglied (zeitweise Schatzmeister) und seit 1922 Ehrenmitglied der Niederlausitzer Gesellschaft für Anthropologie und Altertumskunde und saß im Verwaltungsausschuss von deren Museum in Cottbus.
Ruff war verheiratet und hatte zwei Söhne.